# Arturo Tizón
Arturo Tizón Ibáñez (La Vall d'Uixó, 25 maggio 1984 – Alcudia de Veo, 16 gennaio 2021) è stato un pilota motociclistico spagnolo.

## Carriera
Inizia la carriera da professionista in ambito nazionale, partecipando al campionato spagnolo velocità nella categoria Supersport nel 2003, ottenendo la seconda posizione nella classifica piloti l'anno successivo.
Il 2005 è stato il primo suo anno di buoni risultati: ha vinto il campionato spagnolo Supersport, ha debuttato nel campionato mondiale Supersport e ha avuto l'occasione anche di partecipare alle ultime tre gare del motomondiale senza peraltro riuscire a conquistare punti.
Nel motomondiale 2006 ha corso nella classe 250 con il numero 23, nel team Wurth Honda BQR con una Honda RS 250 R, ottenendo un totale di 11 punti che lo hanno fatto classificare al 23º posto al termine della stagione.
Nel motomondiale 2007 ha gareggiato, sempre nella stessa classe con una Aprilia RSV 250 del team Blusens Aprilia Germany per una parte di stagione, per poi passare nuovamente a gareggiare nel campionato mondiale Supersport come pilota sostitutivo con una Yamaha YZF-R6 del team Yamaha Spain.
Nel 2008 ritorna in patria gareggiando nuovamente nel campionato spagnolo Supersport con una Suzuki GSX-R600 del team Suzuki Motorrad, posizionandosi terzo nel campionato piloti con 97 punti, totalizzando anche tre podi. Nella stessa stagione corre anche la Suzuki GSX-R Cup chiudendola al quinto posto con 4 podi, ed è anche iscritto come wildcard alla prova portoghese del campionato mondiale Supersport.
Nel 2009 è ancora nel campionato spagnolo ma cambia categoria passando alla Formula Extreme, categoria nel quale viene confermato anche l'anno successivo, senza però ottenere risultati di rilievo nelle due stagioni.
Muore il 16 gennaio 2021, mentre praticava mountain bike nei pressi di Alcudia de Veo, probabilmente a causa di un infarto, all'età di 36 anni.

## Risultati in gara

### Campionato mondiale Supersport
| 2005 | Moto   |  |  |    |  |  |  |  |  |  |  |  |  |  | Punti | Pos. |
| ---- | ------ |  |  | -- |  |  |  |  |  |  |  |  |  |  | ----- | ---- |
| 2005 | Yamaha |  |  | 14 |  |  |  |  |  |  |  |  |  |  | 2     | 40º  |

| 2007 | Moto   |  |  |  |  |  |  |  |  |    |    |    |    |     | Punti | Pos. |
| ---- | ------ |  |  |  |  |  |  |  |  | -- | -- | -- | -- | --- | ----- | ---- |
| 2007 | Yamaha |  |  |  |  |  |  |  |  | 19 | 22 | 19 | 20 | Rit | 0     |      |

| 2008 | Moto   |  |  |  |  |  |  |  |  |  |  |  |  |     | Punti | Pos. |
| ---- | ------ |  |  |  |  |  |  |  |  |  |  |  |  | --- | ----- | ---- |
| 2008 | Suzuki |  |  |  |  |  |  |  |  |  |  |  |  | Rit | 0     |      |

| Legenda | 1º posto        | 2º posto            | 3º posto           | A punti      | Senza punti        | Grassetto – Pole position Corsivo – Giro più veloce |
| Legenda | Gara non valida | Non qual./Non part. | Ritirato/Non class | Squalificato | '-' Dato non disp. | Grassetto – Pole position Corsivo – Giro più veloce |

### Motomondiale
| 2005 | Classe | Moto  |  |  |  |  |  |  |  |    |  |  |  |  |  |  |    |    |     |  | Punti | Pos. |
| ---- | ------ | ----- |  |  |  |  |  |  |  | -- |  |  |  |  |  |  | -- | -- | --- |  | ----- | ---- |
| 2005 | 250    | Honda |  |  |  |  |  |  |  | NE |  |  |  |  |  |  | 19 | 18 | Rit |  | 0     |      |

| 2006 | Classe | Moto  |    |     |     |    |    |    |    |    |    |     |    |    |     |     |    |    |    |  | Punti | Pos. |
| ---- | ------ | ----- | -- | --- | --- | -- | -- | -- | -- | -- | -- | --- | -- | -- | --- | --- | -- | -- | -- |  | ----- | ---- |
| 2006 | 250    | Honda | 12 | Rit | Rit | 19 | 16 | 14 | 14 | 14 | 17 | Rit | NE | 15 | Rit | Rit | 21 | 20 | 18 |  | 11    | 23º  |

| 2007 | Classe | Moto    |     |     |     |    |    |    |    |  |  |  |    |  |  |  |  |  |  |  | Punti | Pos. |
| ---- | ------ | ------- | --- | --- | --- | -- | -- | -- | -- |  |  |  | -- |  |  |  |  |  |  |  | ----- | ---- |
| 2007 | 250    | Aprilia | Rit | Rit | Rit | 15 | 17 | 23 | NP |  |  |  | NE |  |  |  |  |  |  |  | 1     | 30º  |

| Legenda | 1º posto        | 2º posto            | 3º posto            | A punti      | Senza punti        | Grassetto – Pole position Corsivo – Giro più veloce |
| Legenda | Gara non valida | Non qual./Non part. | Ritirato/Non class. | Squalificato | '-' Dato non disp. | Grassetto – Pole position Corsivo – Giro più veloce |